# تمدن ۵: خدایان و پادشاهان
تمدن ۵: خدایان و پادشاهان (انگلیسی: Civilization V: Gods & Kings) نخستین بسته الحاقی رسمی برای بازی استراتژی نوبتی تمدن ۵ است که توسط فیراکسیس گیمز توسعه یافته و به‌وسیلهٔ ۲کا گیمز و در سال ۲۰۱۲ منتشر شد. «تمدن ۵: خدایان و پادشاهان» در پلت‌فرم مایکروسافت ویندوز منتشر شده است.

## گیم‌پلی
بسته الحاقی "خدایان و پادشاهان" محتوای گسترده‌ای به بازی تمدن ۵ اضافه می‌کند که شامل موارد زیر است:
مکانیک جدید مذهب:
• منبع جدیدی به نام "ایمان" معرفی می‌شود که به بازیکنان امکان ایجاد دین شخصی‌سازی شده را می‌دهد
• ۱۱ دین اصلی شامل بودیسم، مسیحیت، کنفوسیوس‌گرایی و... وجود دارد
• بازیکنان می‌توانند با استفاده از پیامبران، مبلغان و بازرسان مذهبی، دین خود را گسترش دهند
• تأثیر مذهب در دو سوم اول بازی مشهود است اما در دوره‌های مدرن کاهش می‌یابد
سیستم جاسوسی بازطراحی شده:
• جاسوس‌ها می‌توانند فناوری بدزدند، انتخابات را دستکاری کنند و عملیات شناسایی انجام دهند
• جاسوس‌ها به جای آموزش دیدن، در بازه‌های زمانی مشخص به بازیکن اعطا می‌شوند
• امکان ارتقای سطح جاسوس‌ها پس از مأموریت موفق وجود دارد
• سیستم جاسوسی از دوره رنسانس فعال می‌شود
تمدن‌ها و رهبران جدید:
• ۹ تمدن جدید با رهبرانی شامل:
- ویلیام اول هلند
- بودیکا از سلت‌ها
- پاکال کبیر از مایاها
- دیدو از کارتاژ
- تئودورا از بیزانس
و دیگر تمدن‌های تاریخی
سناریوهای جدید:
۱. "سقوط رم" - درباره افول امپراتوری روم
۲. "به سوی رنسانس" - تمرکز بر مذهب در قرون وسطی
۳. "امپراتوری‌های آسمان دودی" - سناریوی استیم‌پانک ویکتوریایی
بهبودهای گیم‌پلی:
• هوش مصنوعی هوشمندتر
• گسترش دوره مدرن اولیه
• نبردهای دریایی پیشرفته با حضور دریاسالاران بزرگ
• ۵۲ دستاورد جدید در استیم
• سیستم دیپلماسی بازطراحی شده با سفارتخانه‌های خارجی
• انواع جدید شهر-دولت‌ها (مذهبی و تجاری)